# Niklaus Blauner

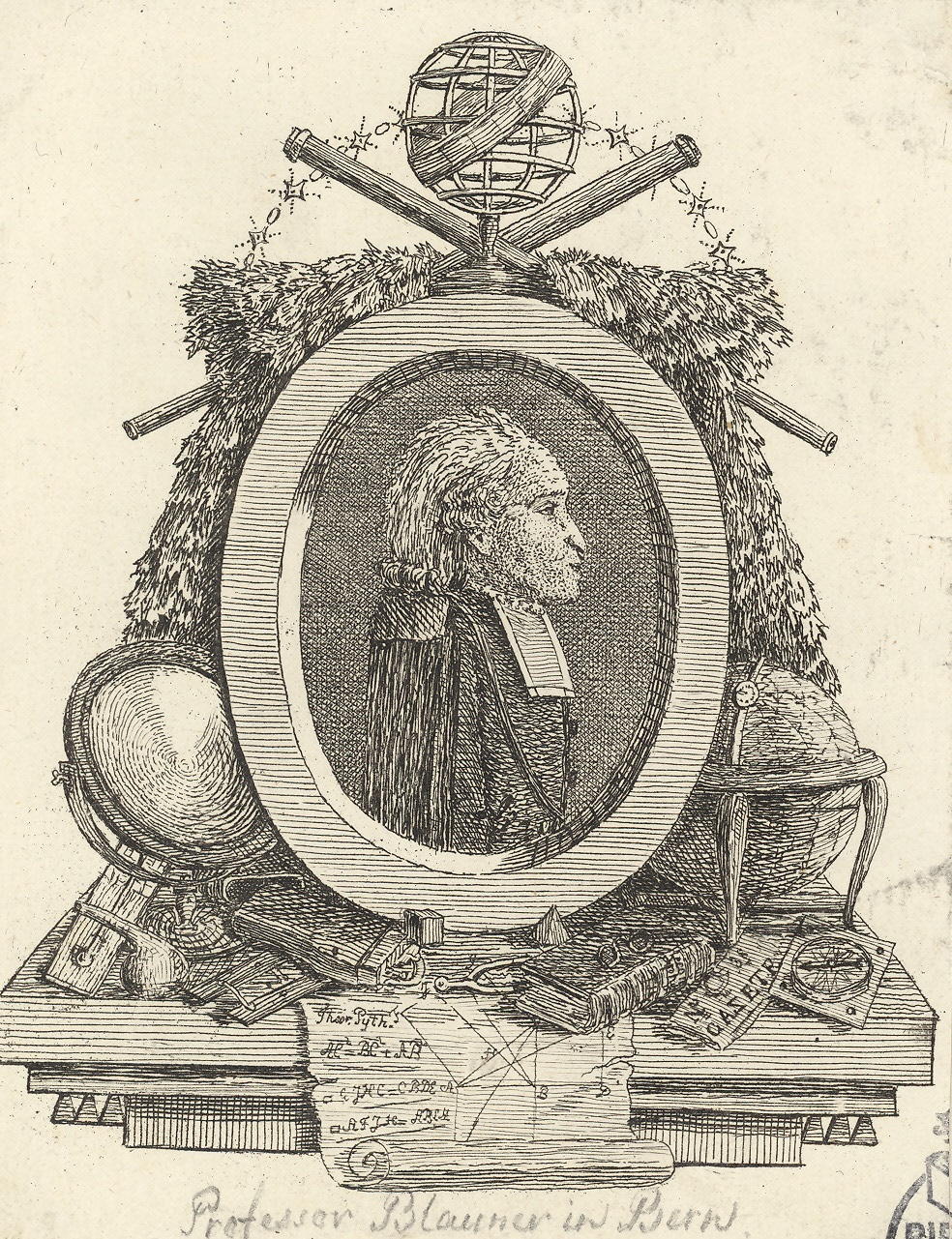
Porträt von Niklaus Blauner (1713–1791), Radierung

Niklaus Blauner (* 13. Dezember 1713 in Bern; † 22. Februar 1791 ebenda) war ein Schweizer Professor für Physik und Geographie.
Nach einem Studium der Theologie in Bern sowie der Mathematik bei Jean-Pierre de Crousaz in Lausanne und Johann I Bernoulli in Basel wurde er 1741 zum reformierten Pfarrer ordiniert und 1749 als Nachfolger von Samuel König zum Mathematikprofessor an die Hohe Schule in Bern gewählt, die Vorläuferin der Universität Bern, und war von 1759 bis 1762 deren Rektor. Vor Antritt seiner Stelle reiste er nach Paris und studierte dort bis 1751 bei Jean-Antoine Nollet Physik. 1759 erstellte er für die Ökonomische Gesellschaft in Bern ein Gutachten für die Einrichtung eines Netzes vom Wetterstationen und 1765 bestimmte er den Meridian der Stadt Bern.
Als akademischer Lehrer war Blauner erfolglos, wurde mit seinen laienhaften berndeutschen Vorlesungen zum Gespött der Studenten und musste 1784 von seinem Lehramt zurücktreten. Eine Nachschrift seiner Vorlesungen, die in der Berner Brunnenchronik von Karl Howald zitiert wird, ist ein wichtiges Dokument für den Gebrauch des Berndeutschen im 18. Jahrhundert.